# 4e régiment de voltigeurs de la Garde impériale
Pour l'unité du Second Empire, voir Voltigeurs de la Garde impériale (Second Empire).
Le 4e Voltigeurs de la garde est un régiment français des guerres napoléoniennes. Il fait partie de la Jeune Garde.

## Historique du régiment
- 1809 - Créé et nommé 2e régiment de Conscrits-Chasseurs de la garde impériale
- 1810 - 4e régiment de Voltigeurs de la Garde impériale
- 1814 - Dissolution
- 1815 - Reformé 4e Régiment de Voltigeurs de la Garde Impériale

## Chef de corps
- 1809 : Pierre-Jean-François Vrigny
- 1810 : Régis Barthélémy Mouton-Duvernet
- 1811 : Thomas-Patrice Nagle
- 1813 : Jean-Baptiste Estève
- 1813 : Jean-Joseph Marguet
- 1813 : Pierre Boucher
- 1815 : Jean-François Teisseire

## Batailles
Ce sont les batailles principales où fut engagé très activement le régiment. Il participa évidemment à plusieurs autres batailles, surtout en 1814.
- 1812 : Campagne de Russie
  - Bataille de Krasnoé,
  - Bataille de La Bérézina,
  - Bataille d'Osmiana
  - Bataille de Wilna
- 1813 : Campagne d'Allemagne
  - Bataille de Dresde
  - 16-19 octobre : Bataille de Leipzig
- 1814 : Campagne de France
  - 14 février 1814 : Bataille de Vauchamps
  - Bataille de Craonne,
  - Bataille de Laon
  - Bataille de Fère-Champenoise
- 1815 : Campagne de Belgique
  - Bataille de Waterloo

## Personnalités ayant servi au régiment
- Jean-Baptiste-Jacques-Alexandre Le Boursier (1777–1821), capitaine au 4e régiment de voltigeurs le 5 avril 1809